# 大司教

大司教の紋章

大司教（だいしきょう、ラテン語: Archiepiscopus）は、カトリック教会の聖職者位階司教の範疇に属する聖務職。正教会と聖公会では大主教に相当する。他言語のほとんどでは区別せず、たとえば英語ではともにアーチビショップ（archbishop）である。カトリックの教会行政では特定の司教に与えられる栄誉称号であるが、聖職者としては司教と同様の位階ながらもしばしば他の司教を超える大きな権限を享有した。
カトリック教会の教会法において4種類に分類される。
- 教会管区（複数の司教区の総体）の長として裁治権および統治権を有する管区大司教（首都大司教）
- 教会管区ではなく大司教区の長としての裁治権を有する。
- 消滅した大司教区の名義上任命されている名義大司教。
- 個人的表彰としてローマ教皇から称号として授与された定住教区司教。